# متحف تبوك
متحف تبوك هو متحف قيد التنفيذ في تبوك شمال المملكة العربية السعودية، حيث يقام المتحف داخل موقع سكة حديد الحجاز القديمة على مساحة إجمالية تبلغ 21800 متر مربع تشكل مساحة المباني نحو 8370 مترا مربعا، ومن المتوقع أن يضم عناصر من أهمها البهو الرئيسي الذي يضم المدخل الرئيسي وقاعة الاستقبال إضافة لقاعة كبار الزوار ومصلى للرجال والنساء وركن للهدايا والتذكارات وقاعة تثقيف الأطفال إضافة إلى قاعة العروض وأخرى لبيئة المنطقة وقاعة الصور ما قبل التاريخ وقاعة ما قبل الإسلام وقاعة الفترة الإسلامية وقاعة التراث وقاعة التاريخ الحديث وأخرى للمحاضرات.